# Los Novios de la Muerte
Los Novios de la Muerte, fue una organización paramilitar, liderado por el criminal de guerra nazi Klaus Barbie y el terrorista italiano Marco Marino Diodato.
Esta organización tomaría parte en la junta militar autollamada Gobierno de Restauración Nacional, con una política abiertamente anticomunista. La junta estaba compuesta por Luis García Meza, Waldo Bernal Pereira y Ramiro Terrazas Rodríguez. El nuevo régimen duraría 13 meses y estaría marcado por la violencia política y sus nexos con el narcotráfico. El régimen de García Meza fue reemplazada en 1981 por la Junta Militar Torrelio-Bernal-Pammo.

## Historia

### Trasfondo
Con el auge de los movimientos sociales y armados en América Latina, inspirados por la Revolución cubana y la Guerra de Vietnam, siendo objetivo prioritario de la Agencia Central de Inteligencia evitar la instauración de movimientos sociales de izquierda en la región.
A finales de 1979, la CIA contactó al criminal de guerra Klaus Barbie, al mismo tiempo que Ernesto “Che” Guevara intentó movilizar su foco guerrillero en la región del Ñancahuazú. La guerrilla fracasó en tener un impacto en la región, además de que en los años siguientes la CIA puso en marcha la Doctrina de Seguridad Nacional en todo el Cono Sur.

### Inicios de la organización
A finales de la década de los 70´s, tras la muerte del presidente René Barrientos Ortuño, Klaus Barbie comenzó a organizar grupúsculos paramilitares que cuidaran la puesta en marcha de la naciente industria cocalera.
Durante el golpe de Estado del 17 de julio y recién formada Junta de Comandantes nombró al general Luis García Meza como el nuevo presidente de la nación, además que días después el embajador estadounidense abandonó el país y las relaciones con Estados Unidos quedaron totalmente rotas.
El 21 de marzo de 1980, fue secuestrado cerca de su hogar en La Paz el reconocido periodista y crítico Luis Espinal Camps, el cual fue torturado y más tarde asesinados a tiros por paramilitares. Cerca de cuatro décadas después, la Comisión de la Verdad que investigó esta y otras muertes confirmaron que los ejecutores de Luis Espinal eran paramilitares argentinos.

### Después del gobierno militar
En julio de 1999, Fuerza Especial de Lucha Contra el Narcotráfico señalo al líder de la organización Marco Marino Diodato de tráfico de drogas desde Bolivia a Europa., además de señalar que en su Hacienda "La Perseverancia" llegó a contar con dos fábricas de elaboración de cocaína.
Marino Diodato había fundado algunos casinos a finales de los años 80´s y principios de los 90´s, las cuales usaba para lavar dinero. Diodato, después de años estar prófugo varios años, es detenido en 1999 y condenado a diez años de prisión en septiembre de 2000, por los delitos de tráfico de drogas, cumpliendo su sentencia en la prisión de máxima seguridad de Palmasola.
En 2021, el cineasta boliviano Marcos Malavia, estrena la película "El novio de la muerte", la cual retrata el asesinato de Luis Espinal y las investigaciones posteriores.